# Michael John Seaton
Michael John Seaton, FRS, angleški matematik, fizik in astronom, * 16. januar 1923, Bristol, † 29. maj 2007.
Seaton je bil med letoma 1979 in 1981 predsednik Kraljeve astronomske družbe.
1. ↑  http://www.timesonline.co.uk/tol/comment/obituaries/article1895791.ece